# 14 Herculis
14 Herculis é uma estrela anã laranja a aproximadamente 59 anos-luz de distância, na Constelação de Hércules. Devido à sua magnitude aparente, a estrela não pode ser vista a olho nu. São conhecidos dois planetas extra-solares em torno dessa estrela.

## Estrela
14 Herculis é uma anã laranja de espectro "K0V". Ela tem apenas 79% da massa do Sol, 88% de seu raio e 75% de sua luminosidade. A estrela parece ser 3,2 vezes mais enriquecida com elementos mais pesados que hidrogênio (com base na sua abundância de ferro).

## Planetas
Em 1998 foi descoberto um exoplaneta orbitando 14 Herculis, que recebeu a denominação de 14 Herculis b. O planeta tem uma órbita excêntrica e de longo período, que dura 4,8 anos para completar. Em 2005, um possível segundo planeta foi proposto, chamado de 14 Herculis c. Os parâmetros deste planeta são incertos, mas uma análise recente sugere que pode estar na ressonância de 4:1 com o planeta interior, com um período orbital de quase 19 anos, a uma distância orbital de 6,9 UA.